# Червоновільська сільська рада
Червоновільська сільська рада (Червоновольська сільська рада) — колишня адміністративно-територіальна одиниця та орган місцевого самоврядування в Олевському, Городницькому, Ємільчинському і Новоград-Волинському районах Коростенської і Волинської округ, Київської й Житомирської областей Української РСР та України з адміністративним центром у с. Червона Воля.

## Населені пункти
Сільській раді були підпорядковані населені пункти:
- с. Червона Воля
- с. Перелісянка
- с. Прихід

## Населення
Кількість населення ради станом на 1923 рік становила 1 263 особи, кількість дворів — 263.
Відповідно до результатів перепису населення СРСР, кількість населення ради станом на 12 січня 1989 року становила 773 особи.
Станом на 5 грудня 2001 року, відповідно до перепису населення України, кількість мешканців сільської ради становила 572 особи.

## Склад ради
Рада складалась з 12 депутатів та голови.

### Керівний склад сільської ради
| ПІБ                   | Основні відомості                                                               | Дата обрання | Дата звільнення |
| --------------------- | ------------------------------------------------------------------------------- | ------------ | --------------- |
| Євтушок Юрій Іванович | Сільський голова, 1973 року народження, освіта, безпартійний                    | 26.03.2006   | 31.10.2010      |
| Євтушок Юрій Іванович | Сільський голова, 1973 року народження, освіта середня спеціальна, безпартійний | 31.10.2010   |                 |

Примітка: таблиця складена за даними джерела

## Історія
Створена 1923 року в складі сіл Перелісяни (Перелісянка), Червона Воля та хуторів Бобрик-Бутик і Жовна Білокуровицької волості Коростенського повіту Волинської губернії. 7 квітня 1933 року, відповідно до постанови Президії Київського облвиконкому «Про утворення 3 нових сільрад в Городницькому районі — Перелісянської, Веровської та Курчицько-Гутської», в с. Перелісянка утворено окрему Перелісянську сільську раду Городницького району Київської області.
Станом на 1 вересня 1946 року сільська рада входила до складу Городницького району Житомирської області, на обліку в раді перебувало с. Червона Воля.
11 серпня 1954 року, відповідно до указу Президії Верховної ради Української РСР «Про укрупнення сільських рад по Житомирській області», підпорядковано с. Перелісянка ліквідованої Перелісянської сільської ради Городницького району. 30 вересня 1958 року, відповідно до рішення Житомирського облвиконкому № 954 «Про передачу села Приход Броницько-Гутянської селищної ради до складу Червоновольської сільської ради Ємільчинського району», до складу ради включено с. Приход (Прихід) Броницько-Гутянської селищної ради Ємільчинського району. На 1 березня 1961 року хутори Бобрик-Бутик та Жовний не перебували на обліку населених пунктів.
На 1 січня 1972 року сільська рада входила до складу Новоград-Волинського району Житомирської області, на обліку в раді перебували села Перелісянка, Прихід та Червона Воля.
Ліквідована 29 грудня 2016 року в зв'язку з об'єднанням до складу Городницької селищної територіальної громади Новоград-Волинського району Житомирської області.
Входила до складу Олевського (7.03.1923 р.), Городницького (25.08.1923 р.), Ємільчинського (28.11.1957 р.) та Новоград-Волинського (23.05.1960 р.) районів.